# 아모레퍼시픽홀딩스
아모레퍼시픽홀딩스(Amorepacific Holdings Co., Ltd.)은 대한민국의 아모레퍼시픽에 지주회사다.

## 역사
1945년 9월에 태평양화학공업사로 설립하였으며, 특히 이 회사의 화장품 회사 이름 "아모레"(Amore)으로 잘 알려져 있다.
1959년 3월 화성약품공업을 흡수합병하고 법인전환하며, 기존 태평양화학공업사를 폐업처리하였으며, 화장품을 목적으로 한 태평양화학공업을 신규 설립하였고, 1976년 태평양 여자 농구단(현 부천 하나 외환 여자농구단)을 조직하였다. 1987년 "태평양화학공업"에서 "태평양화학"으로 사명을 변경하고 프로야구단 태평양 돌핀스를 창단했으며, 1988년 태국에 합작법인 타이 아모레를 설립하였다. 1993년 주식회사 태평양으로 사명을 바꾸고 1994년 태평양프랑세아를 흡수합병하였다.
한편, 태평양화학은 1970~80년대 금융, 전자, 금속 등 주력사업과 동떨어진 분야의 업체들을 인수해 사업 다각화에 나섰으며, 그 결과 1990년대 초에는 계열사가 25개까지 늘어났으나 이들 중 일부는 경영이 악화되었으며, 채무보증을 섰던 태평양화학까지 자금 압박에 시달리자 태평양증권(구 동방증권)을 1991년 SK에 넘겼으며, 야구단 태평양 돌핀스 (1995년), 태평양패션 (1995년), 태평양 여자농구단 (1997년) 등을 정리하였다.
2006년 6월 태평양의 기업 분할로 존속법인 태평양은 지주회사로 남고 신설법인 주식회사 아모레퍼시픽은 기존 태평양의 주력인 화장품 사업 부문을 넘겨받아 사업 자회사가 되었다.
2011년 4월 20일 지주회사 태평양은 아모레퍼시픽그룹으로 사명을 변경하였다. 상장회사명은 아모레G이다.
2025년 창립 80주년을 맞아 기존 ‘아모레퍼시픽그룹’에서 현재의 사명으로 변경했다.

## 매출
화장품사업에서는 럭셔리 브랜드의 성공적인 론칭으로 백화점 등에서 경쟁사에 비해 안정적인 성과를 보이고 있다. 매출은 화장품 사업에서 97% 가량이 나온다.

## 지분구성 및 주가
지분구성은 서경배 및 특수관계인이 최대주주로 61.48%를 차지하고 있다.
중국시장 및 면세점 매출 호조로 2014년 4월 500,000원 가량이었던 주가는 같은 해 9월에는 두배 이상으로 올랐다. 이에 서경배 아모레퍼시픽그룹 회장이 보유한 주식가치는 6조원을 넘어 이건희 삼성전자 회장과 정몽구 현대차그룹 회장에 이어 국내 재벌 총수 3위에 올랐다.

## 같이 보기
- 서경배
- 에뛰드하우스